# Пролетарська (станція метро, Санкт-Петербург)
59°51′54″ пн. ш. 30°28′13″ сх. д. / 59.86500° пн. ш. 30.47028° сх. д.
Пролетарська (рос. Пролетарская) — станція Невсько-Василеострівної лінії Петербурзького метрополітену, розташована між станціями «Ломоносовська» і «Обухово». 
Відкрита 10 липня 1981 року у складі ділянки «Ломоносовська» - «Обухово». У проекті станція носила назву «Завод "Більшовик"».
Станція отримала свою назву по розташуванню поряд з одним з найбільших промислових підприємств — Обухівським заводом (тоді — завод «Більшовик»), пролетаріат якого в 1901 році влаштував страйк, який в літературі прийнято йменувати «Обухівською обороною».

## Технічна характеристика
Конструкція станції —  колонна трипрогінна станція глибокого закладення.
До відкриття «Комендантського проспекту» була найглибшою (~ 72 м) в Петербурзькому метрополітені. Вихід у місто починається з південного торця станції і здійснюється по каскаду з двох тристрічкових похилих ходів, таке конструктивне рішення було прийнято через велику глибину станції.  Колони мають шарнірну передачу зусиль від склепіння до п'ят.

## Вестибюль
Наземний вестибюль має круглу форму і скляні вітражі, завдяки чому нагадує собою парковий павільйон, оточений підпірними стінками, пологими сходами і проміжними майданчиками.
Вихід у місто на проспект Обухівської оборони, вулицю Чернова, до річкового вокзалу, Обухівського заводу.

## Оздоблення
Колони станції оздоблені мармуром, фриз — полірованим червоним гранітом (стилізація червоного прапора), колійні стіни — білим і біло-рожевим мармуром. Назва також виконано з мармуру. Підлогу викладено чорними, сірими і темно-червоними гранітними плитами. Торцеву стіну прикрашає горельєф «Серп і молот» — символ пролетаріату.

## Ресурси Інтернету
- «Пролетарська» на metro.vpeterburge.ru(рос.)
- «Пролетарська» на metro.nwd.ru(рос.)
- «Пролетарська» на ometro.net(рос.)
- Санкт-Петербург. Петроград. Ленінград: Енциклопедичний довідник. «Пролетарська»(рос.)